# Kiegyensúlyozó szelekció
A kiegyensúlyozó szelekció olyan kiválasztási folyamatok gyűjtőneve, melyek több allél (génváltozat) gyakoriságát a mutáció általi létrejöttüknél magasabb szinten tartják a populáció génkészletében.
Ez többnyire akkor esik meg, ha a szóba jövő allélek heterozigóta kombinációi nagyobb alkalmazkodási értékkel bírnak, mint a homozigóták. Ily módon a genetikai polimorfizmus megőrződik.

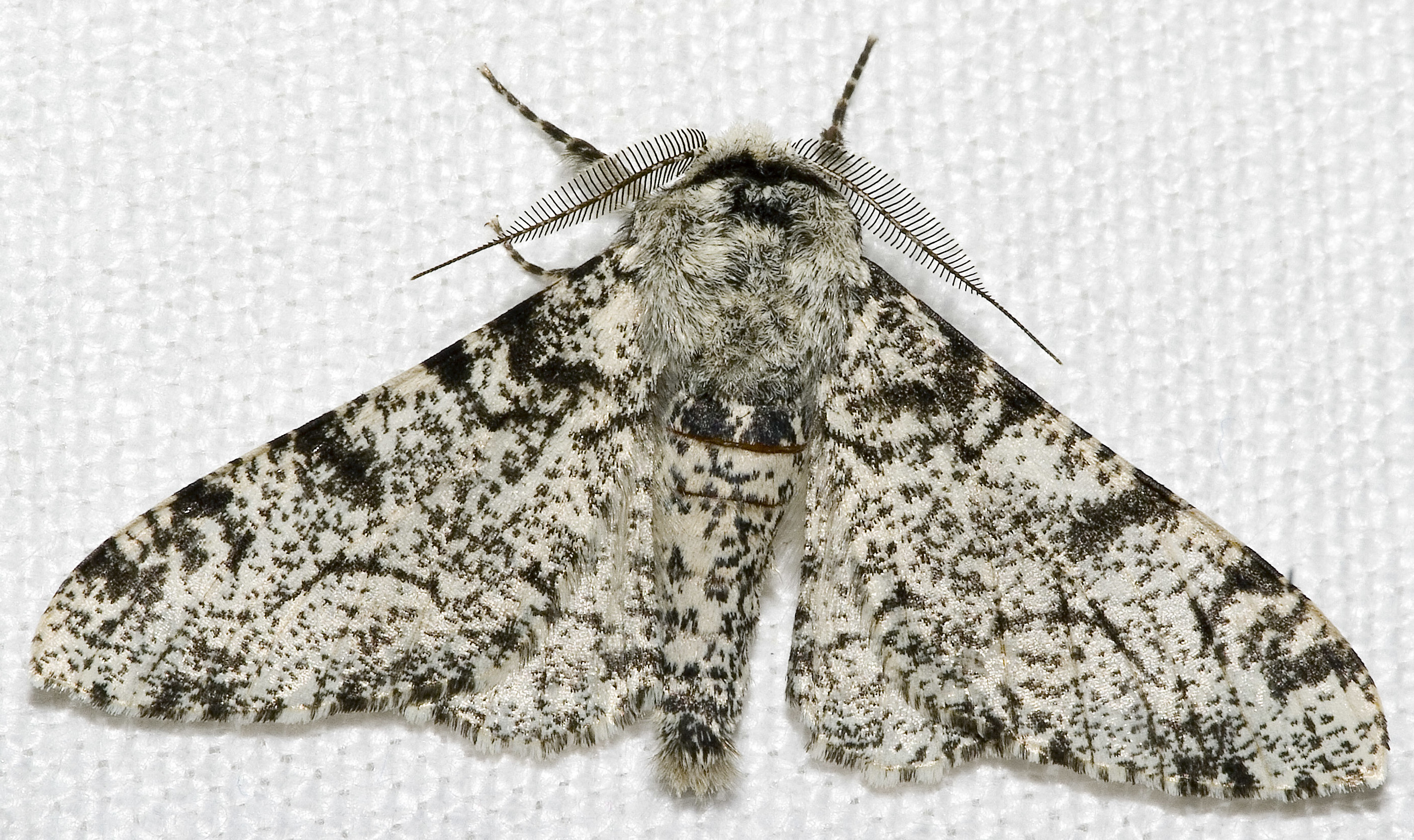
Biston betularia morpha typica, a normál, világos színezetű nyírfaaraszoló.

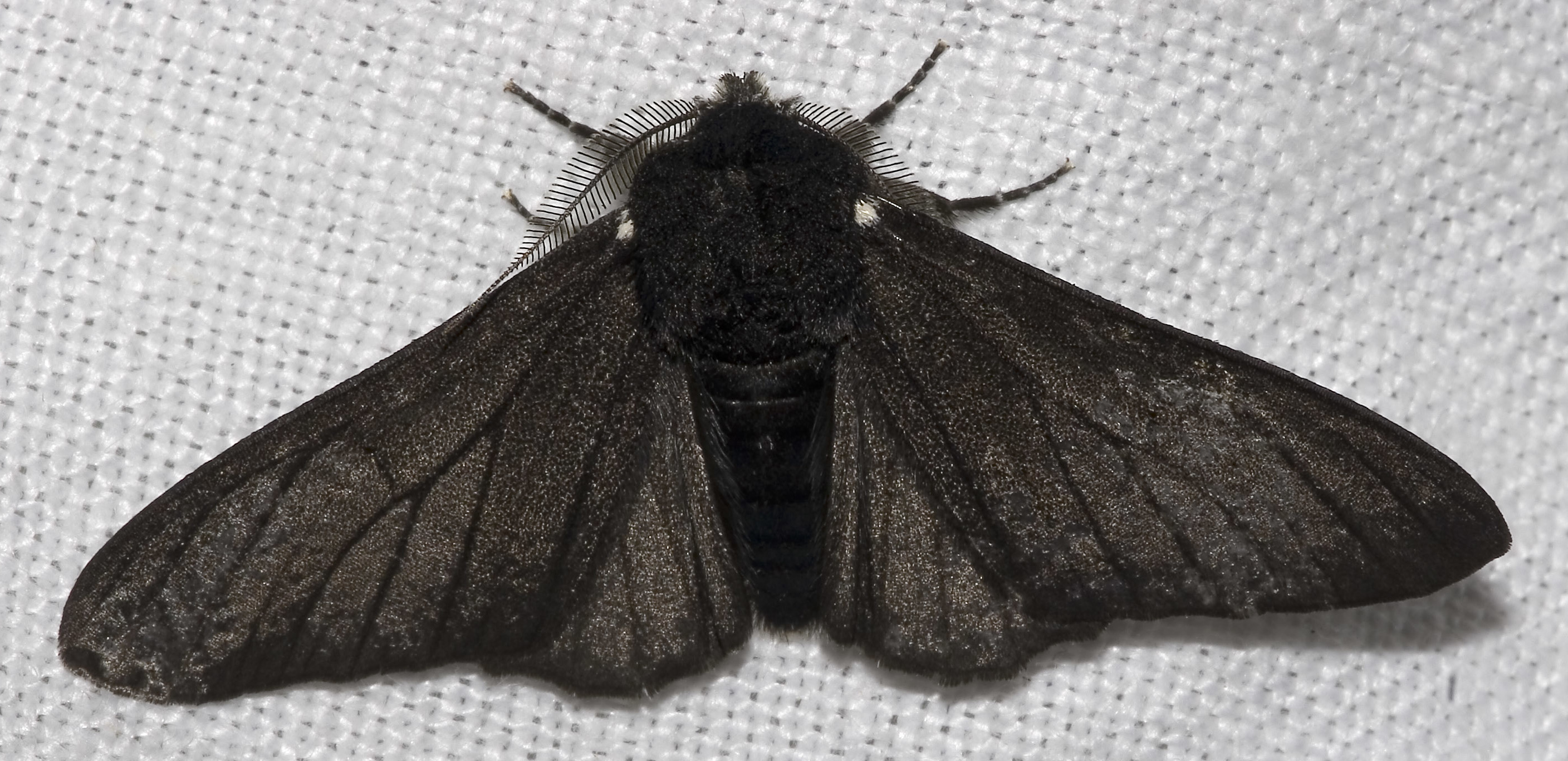
Biston betularia morpha carbonaria, a sötét színezetű pettyesaraszoló. A forma elterjedési aránya különböző helyeken eltérő lehet

A természetes szelekciónak három fő fajtája van: az irányított szelekció során az adott jellemzőhöz tartozó allélgyakororiság folyamatosan egy irányba tolódik el. A stabilizáló szelekciónál az alacsonyabb fitneszt okozó allélek gyakorisága csökken, míg ki nem halnak a populációból. A kiegyensúlyozó szelekció hasonlít a diszruptív szelekcióra, ahol a tulajdonság szélső értékei jelentenek előnyt az átlagos értékekkel szemben, de nem egyezik meg azzal. Ezeket a kifejezéseket a kvantitatív genetika használja, ahol a több gén által szabályozott fenotipikus tulajdonságok folytonos eloszlást adnak.
A kiegyensúlyozó szelekció létét a populációban a mutációs rátánál gyakoribb allélek folyamatosan fenntartott jelenléte bizonyítja a populációban. Valamennyi modern kutatás azt látszik igazolni, hogy ez a jelentős genetikai variáció széles körben elterjedt a pánmiktikus (véletlen szaporodást mutató) populációkban. Annak a terepmunka során keletkezett észleletnek a genetikai kifejeződése, amire Darwin, Wallace és mások is felfigyeltek, hogy a vad állapotú, természetes populációk rendkívüli mértékben változatosak (bár ennek a változatosságnak nem minden eleme genetikai eredetű). Több mechanizmus létezik (melyek nem kizárólagosak egy-egy populációnál sem), melyek segítségével a kiegyensúlyozó szelekció fenntartja a polimorfizmust. Ezek közül a két legfontosabb és legjobban tanulmányozott a „heterozigóta előny” és a „frekvenciafüggő szelekció”.

## A kiegyensúlyozó szelekció mechanizmusai

### Heterozigóta előny

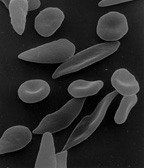
Sarló formájú vörösvértestek. Ezt a heterozigozitás esetén nem halálos állapotot a kiegyensúlyozó szelekció tartja fenn India és Afrika lakosainál, mivel a fenotípus képes ellenállni a malária kórokozójának.

A heterozigóta előny esetében az egyed, aki adott génlókuszt tekintve heterozigóta, magasabb fitnesszel rendelkezik a homozigóta egyednél. Az ilyen mechanizmus által fenntartott polimorfizmusokat kiegyensúlyozott polimorfizmusnak is nevezik.
Jól tanulmányozott a sarlósejtes vérszegénység esete emberekben. Ez elsősorban az afrikai népességben előforduló, a vörösvértesteket károsító örökletes megbetegedés. A sarlósejtes vérszegénységet kiváltja, ha az egyed mindkét szülőjétől a hemoglobin gén egy variánsát (HgbS) örökli. A betegek hemoglobinja különösen érzékeny az oxigénmegvonásra, ami rövidebb várható élettartamot eredményez.
Akik egy normális (HgbA) és egy rendellenes génnel rendelkeznek, bár hordozzák a sarlósejtes tulajdonságokért felelős allélt, várható élettartamuk nem csökken, bár a tünetektől néha szenvedhetnek (sarlósejtes jelleg).
A sarlósejtes vérszegénységben szenvedő, de a sarlósejtes jelleget hordozó személy is rezisztens a malária kórokozójára, ami évről évre több százezer emberrel végez. Így kiegyensúlyozó szelekció érvényesül egyrészt a homozigóta, sarlósejtes vérszegénységben szenvedőkkel szemben, másrészt (a malária által) a standard HgbA homozigótákkal szemben. A heterozigozitás állandó előnyt jelent (magasabb fitneszt) azokon az élőhelyeken, ahol a malária előfordul.

### Frekvenciafüggő szelekció
Frekvenciafüggő szelekcióról akkor beszélhetünk, amikor egy fenotípus fitnesze a populáció más fenotípusaihoz képest számított relatív gyakoriságától függően változik. A pozitív frekvenciafüggő szelekció esetében a fenotípus fitnesze gyakoriságának növekedésével együtt emelkedik. A negatív frekvenciafüggő szelekciónál épp ezzel ellentétesen, a fenotípus elterjedése csökkenti annak fitneszét. A prédaváltás jelensége azt mutatja, hogy a zsákmányállatok ritka alakváltozatainak túlélési esélye nagyobb, mivel a ragadozók a gyakoribb alakváltozatokra koncentrálnak.

### Időben és térben változó fitnesz
Egy genotípus által indukált fitnesz nagyon különböző is lehet az egyed lárva- illetve kifejlett állapotai között, illetve élőhelyének más-más részein.

### Különböző szinteken ható szelekció
A genotípus fitnesze függhet a populáció többi genotípusának fitneszétől: ez számos olyan, a természetben előforduló helyzetre igaz, amikor az, hogy a túlélés vagy szaporodás esélye szempontjából mi a leghelyesebb az egyed számára attól is függ, hogy a populáció többi tagja mit csinál az adott időpillanatban.

## Komplexebb példák
A természetes környezetben élő fajok esete gyakran sokkal komplexebb, mint a tipikus tankönyvi példák.

### Ligeti csiga
Ismert a ligeti csiga (Cepaea nemoralis) házának alakváltozatokban való gazdagsága. A polimorfizmus rendszerét többszörös allélek sora szabályozza.  A legdominánsabb jelleg a csíkozatlanság, a csíkozottság egyes formáit pedig módosító gének szabályozzák (lásd episztázis).

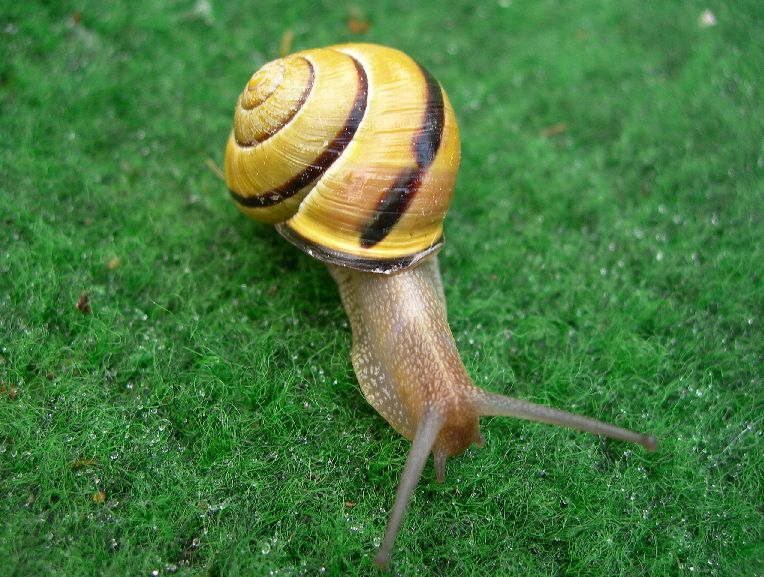
Ligeti csiga, sötétsárga héj egyetlen csíkkal

A csiga rendszeresen áldozatául esik az énekes rigóknak (Turdus philomelos), amik üllőszerű, nagy köveken törik fel a héjukat. A kövek környezetében a héjdarabok összegyűlnek, így a kutatók analizálhatják őket. A rigók a szemükre hagyatkozva vadásznak, és leginkább azokat a példányokat kapják el, amik a legjobban kitűnnek a környezetükből. Az erdőkben, sövényeken, legelőkön található csigakolóniák fenotípusát („formáját”) ezért elsődlegesen a vadászat szelekciós hatása határozza meg.

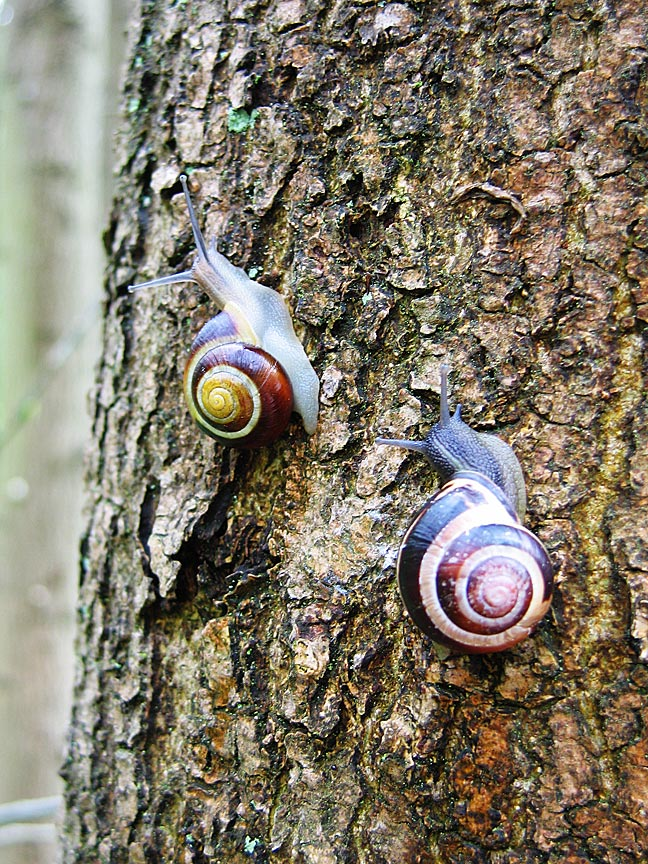
Két aktív ligeti csiga

Egy második fajta szelekció is működik, ahol egyes heterozigóta csigák fiziológiai előnyben vannak a homozigótákkal szemben. Harmadszorra, az aposztatikus szelekció is valószínűsíthető, mely révén a madarak nagyobb valószínűséggel zsákmányolják a leggyakoribb formát. Ez a „keresési minta”-hatás, ahol egy elsődlegesen vizuális ragadozó egyetlen, jó eredményt nyújtó formát céloz a vadászat során, bár más formák is hozzáférhetőek lennének.
A polimorfizmus szinte minden élőhelyen fennmarad, bár a formák változatosságának a mértéke eltérhet. A polimorfizmust szabályozó allélek együtt nagyon szoros csatolást mutató szupergént alkotnak. Ez a kontroll megkíméli a populációt a nemkívánatos kombinációk megjelenésétől.
Összefoglalva, a faj madarak általi vadászata a polimorfizmus kialakulásának fő (de nem az egyetlen) kiválasztódási hajtóereje. A csigák változatos hátterek előtt fordulnak elő, a rigók pedig kiválóan észlelik a rejtőzést rosszul biztosító formákat. A fiziológiai és a rejtőzéssel kapcsolatos diverzitást a szupergénben rejlő heterozigóta előny is fenntartja. Az újabb szakmunkák figyelembe veszik a csigahéj színének a hőmérséklet-szabályozással való kapcsolatát is, Cook pedig a lehetséges genetikai behatások szélesebb skálájával számol.

### ADrosophilakromoszóma-polimorfizmusa
Az 1930-as években Theodosius Dobzhansky és munkatársai a Drosophila pseudoobscura és a D. persimilis vad példányait gyűjtötték be Kaliforniából és a környező államokból. Painter kromoszóma-térképező technikáját alkalmazva tanulmányozták a politén kromoszómákat, és úgy találták, valamennyi vad populáció polimorfiát mutat kromoszomális inverziók tekintetében. A muslicák az inverziók ellenére külsőre egyformák voltak, tehát ez a rejtett polimorfizmus esete. Az összegyűjtött bizonyítékok arra mutatnak, hogy a természetes kiválasztódás a következőkért volt felelős:

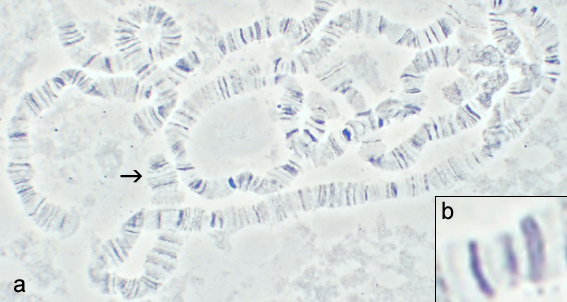
Drosophila politén kromoszómája

1. A harmadik kromoszómát érintő heterozigóta inverziók száma gyakran jóval meghaladta a nullhipotézis szerint várható értékeket; mely szerint ha a formák egyike sem jár előnnyel, a heterozigóták száma a következő képlet szerint kellene alakuljon: Ns (a mintában található egyedszám, number in sample) = p2+2pq+q2 , ahol 2pq a heterozigóták száma (lásd Hardy–Weinberg-egyensúly).
2. A L'Heretier és Teissier által kifejlesztett technika alkalmazásával Dobzhansky muslicapopulációkat nevelt egyfajta „populációketrecekben”, ami lehetővé tette a táplálást, a szaporítást és a mintavételt az alanyok kiszökésének veszélye nélkül. Így az eredmények értelmezésénél nem kellett figyelembe venni a migráció lehetőségét. Ismert kezdeti inverziógyakoriságú állományok fenntarthatóak kontrollált körülmények között. Azt találták, hogy a különböző kromoszómatípusok nem véletlenszerűen fluktuálnak, ahogy semleges szelekciós hatásnál várni lehetne, hanem bizonyos frekvenciákhoz beállnak, majd stabilizálódnak.
3. Különböző területeken a kromoszómaalakok különböző gyakoriságával találkoztak a kutatók. Létezik például egy a D. robusta  polimorfizmus-aránya szerinti klín a Tennessee-beli Gatlinburg közelében, egy 300–1200 méteres tszf. között húzódó vonal mentén. Az ugyanezen területről az év különböző időszakaiban begyűjtött minták jelentős eltéréseket mutattak az egyes formák számarányait tekintve. Ez a változások olyan szabályos időbeli ismétlődésére utal, melyek a populációt az évszakok váltakozásához finomhangolják. A kutatás adatait a szelekcióval lehet a leghihetőbben megmagyarázni.
4. Végül, a formák gazdagsága nem fenntartható egyszerűen a mutációk által, és a genetikai sodródás sem hihető magyarázat a nagy egyedszámú populációk esetében.
1951-re Dobzhansky meggyőződött arról, hogy a populáció kromoszómaalakjainak változatosságát a heterozigóták szelektív előnye tartotta fenn, ahogy az a legtöbb polimorfizmus esetében is történik.

## Fordítás
Ez a szócikk részben vagy egészben a Balancing selection című angol Wikipédia-szócikk ezen változatának fordításán alapul.  Az eredeti cikk szerkesztőit annak laptörténete sorolja fel. Ez a jelzés csupán a megfogalmazás eredetét és a szerzői jogokat jelzi, nem szolgál a cikkben szereplő információk forrásmegjelöléseként.